# Schüttelbrot

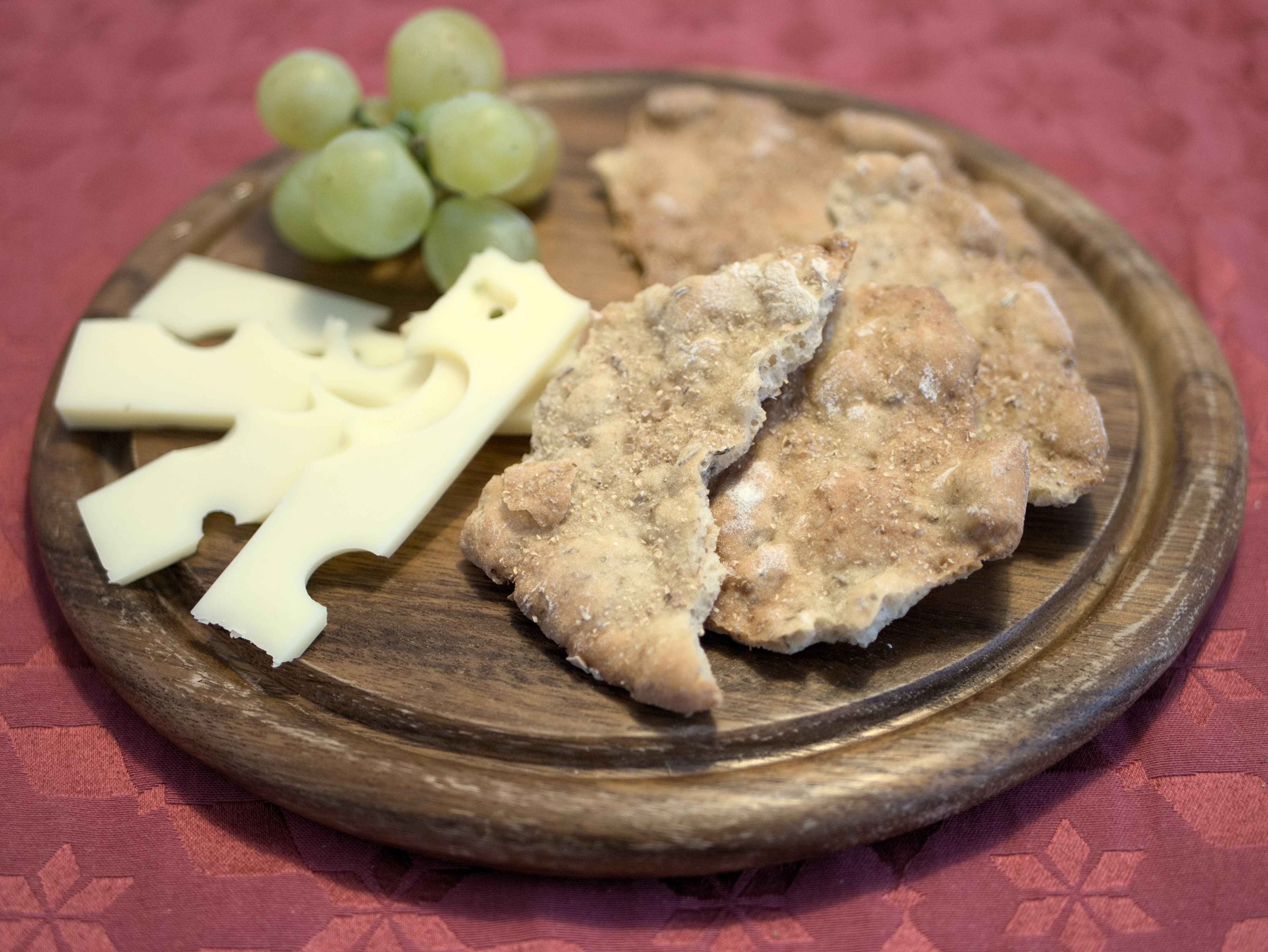
Südtiroler Schüttelbrot

Schüttelbrot ist ein vor allem in Südtirol verbreitetes hartes, knuspriges Fladenbrot aus Roggenmehl, Wasser, Hefe, Salz und Gewürzen (Kümmel, Fenchelsamen, Anis, Schabzigerklee oder Koriander) mit regional verschiedenem Geschmack und Aussehen. Es zeichnet sich durch lange Haltbarkeit aus und wird traditionell mit Speck oder Käse zur Marende gegessen.
Der Teig des Schüttelbrots wird vor dem Backen durch Schütteln gelockert und in die charakteristische dünne Fladenform gebracht. Diese Form bewirkt, dass das Brot nach dem Backen schnell hart wird und so für längere Zeit aufbewahrt werden kann, ohne zu verderben. Schüttelbrot wurde bevorzugt in den Almhütten Tirols getrocknet und aufbewahrt, bei denen eine Bewirtschaftung mit Frischwaren dem Senner zu mühsam war.
Das im Vinschgau hergestellte Schüttelbrot ist in der Regel kleiner, dünner und brüchiger als das Eisacktaler Schüttelbrot, das im Unterschied dazu zäher, dicker und härter ist. Das Schüttelbrot ist mit den als Vinschgauer bezeichneten weichen Fladenbroten verwandt, aber wesentlich dünner, knuspriger und länger haltbar als diese.
Die Bezeichnung Südtiroler Schüttelbrot ist seit 2020 als geschützte geographische Angabe  nach europäischem Recht eingetragen.

## Gewürze
Eine Eigenart des Brotes dieser Region ist das verwendete Brotgewürz: So gehört der Brotklee (Trigonella coerulea) zum festen Bestandteil alter Tiroler Bauerngärten; der Arzt Hippolyt Guarinoni nennt um 1610 Anis (Pimpinella anisum L.) und Fenchel (Foeniculum vulgare) als die gebräuchlichsten Brotwürzen in Tirol. Auch Koriander (Coriandrum sativum) und in der Not auch Acker-Schwarzkümmel (Nigella arvensis) wurden zum Verbessern des Brotgeschmacks und als verdauungsförderne Mittel eingesetzt.

## Geschichte

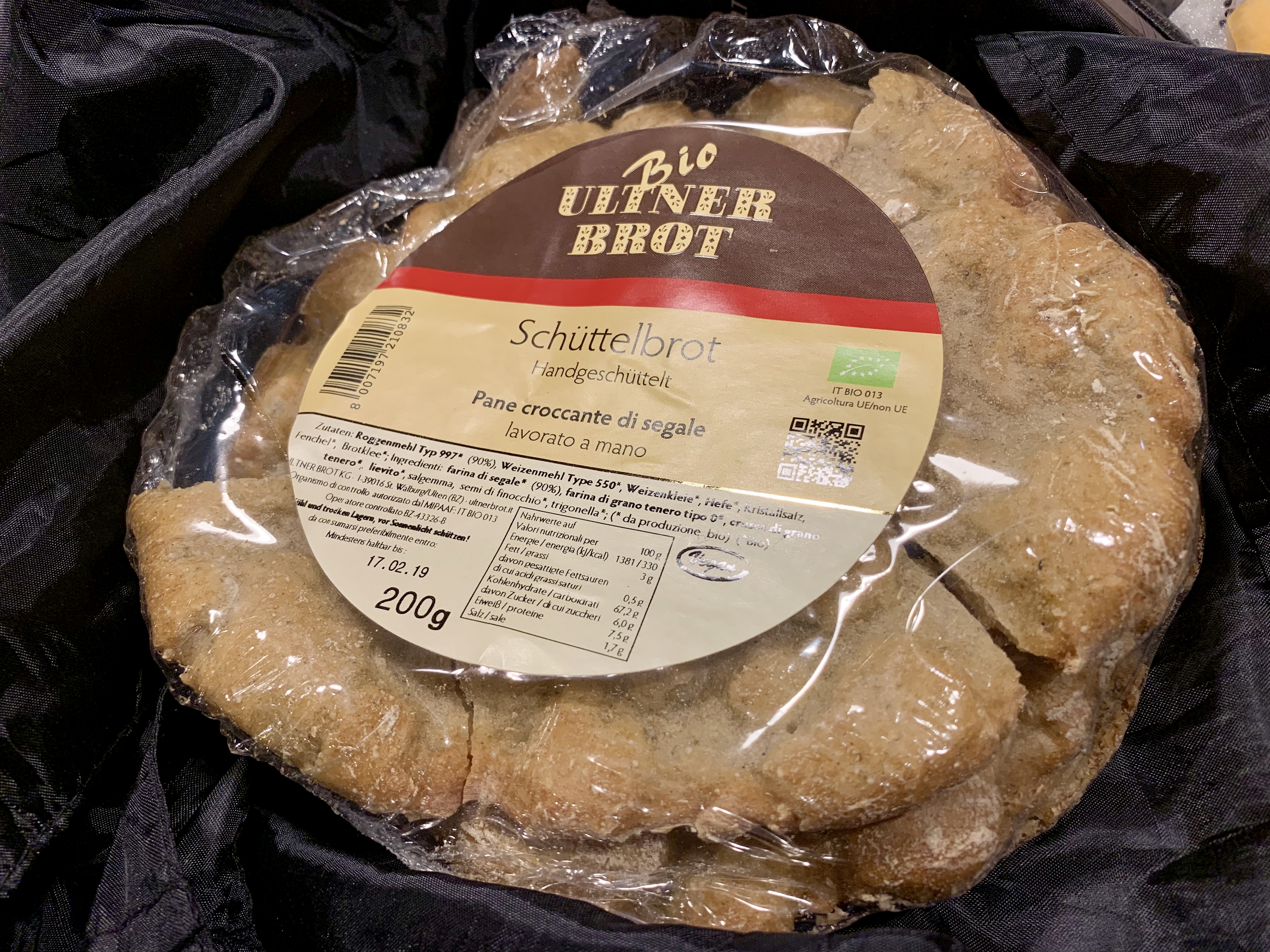
Schüttelbrot im Supermarkt

Bedingt durch das raue, aber relativ trockene Klima, durch die verkehrstechnischen Schwierigkeiten und durch die Abgeschiedenheit der bäuerlichen Hochsiedlungen entwickelte sich in Südtirol schon im angehenden Mittelalter eine besondere Art der Vorratswirtschaft. Diese maß den Konservierungstechniken eine besondere Bedeutung zu und führte zu eigenständigen Entwicklungen im Bereich des Selchens (Speck), des Säuerns (Rübenkraut), des Pökelns (Surfleisch) und des Dörrens (Dörrobst, Brot). Als Selbstversorger war man bestrebt, stets genug Vorräte im Haus zu haben, um auch längere „Durststrecken“ (Winter) durchstehen zu können und andererseits in arbeitsintensiven Zeiten (Ernte usw.) nicht durch die Produktion von Grundnahrungsmitteln belastet zu sein. Eine Schlüsselrolle spielten dabei die Brotvorräte bzw. die Haltbarkeit des Brotes. An den meisten Höfen wurde zwei bis drei Mal im Jahr gebacken. Die drei Grundformen des täglichen Hausbrotes in Südtirol, das fladenartige Schüttelbrot der Eisacktaler Gegend, das aus zwei Teigpatzen geformte Vinschger Paarl und das runde, aber um einiges größere Pusterer Breatl haben alle eines gemeinsam: Sie eignen sich alle, auch als Hartbrot gegessen bzw. auf Vorrat gebacken zu werden, wobei das Schüttelbrot, zum Unterschied der anderen Brotsorten, schon als Dörrbrot aus dem Ofen kommt.
Beim Schüttelbrot handelt es sich eigentlich um eine Vorstufe des Brotes: In seiner Herstellung entspricht es dem Teigfladen, wie er schon in der Zeit der Pfahlbauern auf heißgemachten Steinen gebacken wurde. Man nannte diese Fladen früher „reggl“ bzw. „regglproat“ (von „riggln“ = rütteln, schütteln, oder doch zu „Roggen“).
Urkundlich begegnen wir ihnen erstmals in einer Tiroler Bäckerordnung, die 1610 niedergeschrieben wurde, sich aber auf noch ältere Ordnungen bezieht. Da heißt es: „Alsdann sollen die pecken in chraft obermelter Tyrollischen Lantsordnung (…) die kreizzerröggl mit roggenem ‚häfl‘ [Sauerteig] und Weizenmehl und ohne ‚Grischen‘ [Kleie] gut ausbacken.“
Heute ist Schüttelbrot auch in Supermärkten erhältlich.